# 塔悠路
塔悠路是臺北市主要南北向道路之一。屬雙向道路，不分段，全長1.89公里，往北併入撫遠街，南至南京東路五段後轉向東南，最後與八德路四段、松信路、饒河街交會。臺北捷運松山新店線之松山—南京三民段有部分位於此路下方。

## 行經行政區域
全段位於松山區內，北起上塔悠，途經舊里族，終於錫口街。

## 歷史
本路原為基隆河堤防外的泥土路，基隆河截彎取直後拓寬，取名撫遠街，與舊撫遠街同名，由於容易混淆，於1999年母親節舉辦里民投票，「塔悠路」的支持率勝過「里族路」與「河濱路」，隔年四月2001年4月正式改名，以紀念曾在這裡生活過的塔塔悠社，是繼凱達格蘭大道後，台北市第二條以台灣原住民記憶命名的道路。

### 景觀變遷
日治時期中葉，當地民眾發現基隆河岸土質適合燒磚瓦，由於水運便捷，從塔塔悠到南港沿岸隨時可見磚仔窯、瓦窯冒出的黑煙，成為這一帶特殊景觀。

當時住在塔塔悠的住戶多是勞動階層，上塔悠人口有一半以上在磚仔窯討生活。但長久濫採河土的結果，也使原本高凸的河岸變成低窪地，每遇颱風久雨，常釀水患。

第二次世界大戰時，因應戰爭需求，重工業進駐松山，直到戰後，基隆河沿岸蓋滿鐵工廠與鑄鐵廠。
因松山機場而實施禁建，造成本地區建設落後；也因地租便宜，使高污染違章工廠紛紛遷入。
違建工廠遷走後，大馬路上聚集多家汽車修理保養廠，成為本路段的產業特色。

## 沿線設施
(由南至北)
- 南松市場(40號)
- 麥帥一橋(南京東路口)
- 臺灣電力公司臺北供電區營運站松山一次變電所 (84號)
- 松山抽水站(155號)
- 麥帥二橋(健康路口)
- 塔悠停車場(164號旁空地)
- 基隆河五號水門(觀山疏散門)（209號與223號中間通道）
- 台北市公共自行車租賃系統新東公園站（222號到226號）
- 三民公園(撫遠街261巷口至民權東路五段間)
- 舊宗一號公園(335號)
- 民權大橋(民權東路口)
- 撫遠雨水抽水站(截流站)(351號)
- 基隆河六號水門(塔悠疏散門)(撫遠街389巷口對面)